# 聖馬可教堂 (貝爾格勒)

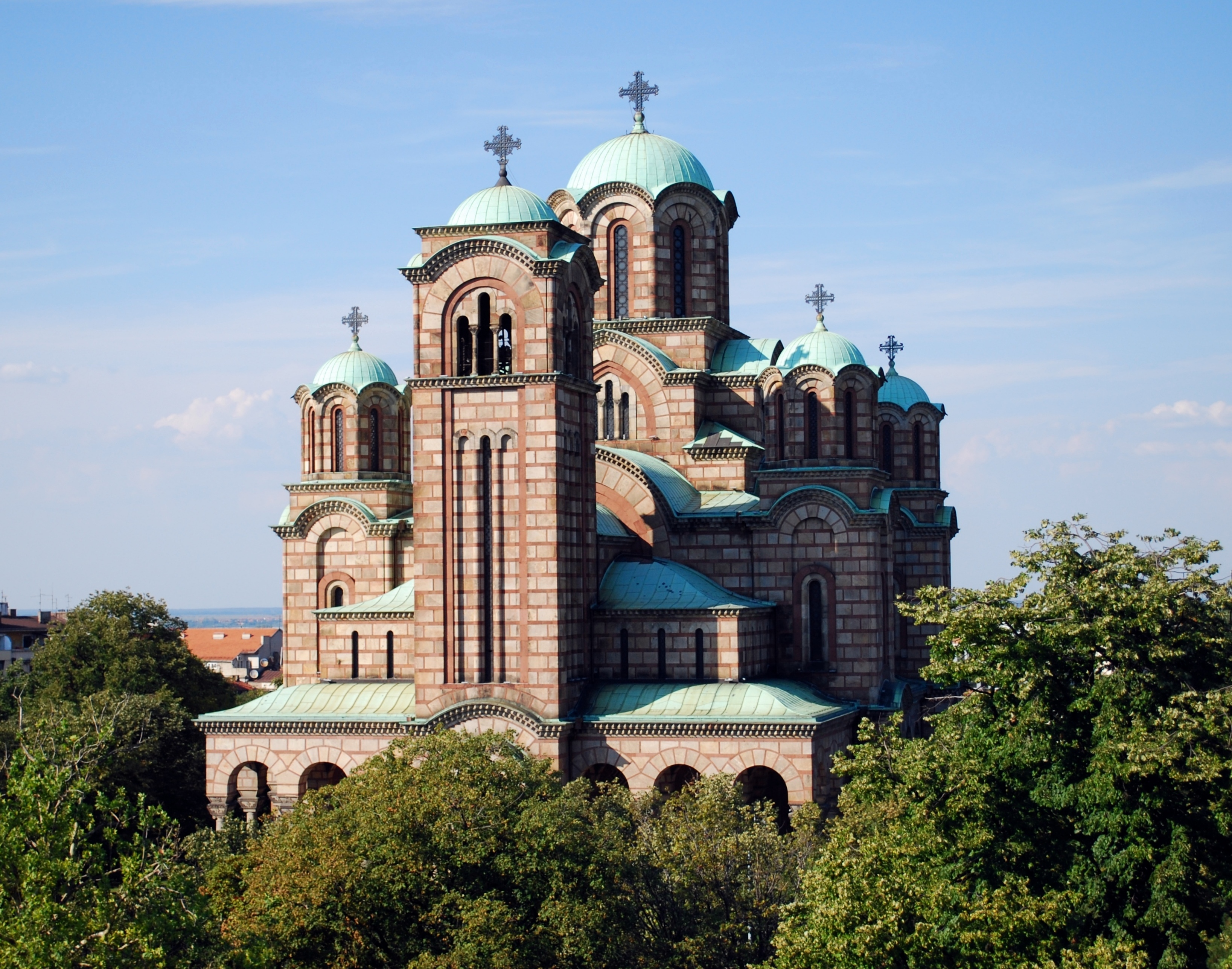

聖馬可教堂是位於塞爾維亞首都貝爾格勒的一座塞爾維亞正教會教堂。教堂位於塞爾維亞國會大廈附近的公園內，隔壁有一座較小的俄羅斯正教會的教堂——贝尔格莱德圣三一教堂。教堂修建於1931年至1940年期間。原址曾有一座較小的教堂，修建於1835年。